# Вернон-Сентер (Нью-Джерсі)
Вернон-Сентер (англ. Vernon Center) — переписна місцевість (CDP) в США, в окрузі Сассекс штату Нью-Джерсі. Населення — 1743 особи (2020).

## Географія
Вернон-Сентер розташований за координатами 41°11′20″ пн. ш. 74°30′15″ зх. д. / 41.18889° пн. ш. 74.50417° зх. д. (41.188789, -74.504046).  За даними Бюро перепису населення США в 2010 році переписна місцевість мала площу 7,66 км², з яких 7,61 км² — суходіл та 0,05 км² — водойми.

## Демографія
Згідно з переписом 2010 року, у переписній місцевості мешкало 1713 осіб у 846 домогосподарствах у складі 416 родин. Густота населення становила 224 особи/км².  Було 1228 помешкань (160/км²).
Расовий склад населення:
| - 93,8 % — білих - 1,7 % — азіатів - 1,0 % — чорних або афроамериканців - 0,1 % — вихідців з тихоокеанських островів - 0,1 % — корінних американців - 1,5 % — осіб інших рас |

До двох чи більше рас належало 1,9 %. Частка іспаномовних становила 8,3 % від усіх жителів.
За віковим діапазоном населення розподілялося таким чином: 21,6 % — особи молодші 18 років, 71,5 % — особи у віці 18—64 років, 6,9 % — особи у віці 65 років та старші. Медіана віку мешканця становила 36,1 року. На 100 осіб жіночої статі у переписній місцевості припадало 103,4 чоловіків;  на 100 жінок у віці від 18 років та старших — 104,4 чоловіків також старших 18 років.
Середній дохід на одне домашнє господарство  становив 68 383 долари США (медіана — 51 442), а середній дохід на одну сім'ю — 81 761 долар (медіана — 80 250). Медіана доходів становила 51 250 доларів для чоловіків та 43 232 долари для жінок. За межею бідності перебувало 13,4 % осіб, у тому числі 25,3 % дітей у віці до 18 років та 0,0 % осіб у віці 65 років та старших.
Цивільне працевлаштоване населення становило 1124 особи. Основні галузі зайнятості: освіта, охорона здоров'я та соціальна допомога — 19,9 %, науковці, спеціалісти, менеджери — 15,0 %, роздрібна торгівля — 13,2 %, мистецтво, розваги та відпочинок — 13,0 %.